# 小行星7347
小行星7347（英語：7347）是一颗围绕太阳公转的小行星。1993年3月12日，上田清二、金田宏在钏路市发现了此天体。
这颗小行星的绝对星等为13.70124等。